# Kamer van volksvertegenwoordigers (samenstelling 1861-1864)
De 10e legislatuur van de Belgische Kamer van volksvertegenwoordigers liep van 12 november 1861 tot 12 juli 1864.
Tijdens deze legislatuur was de regering-Rogier II (9 november 1857 tot 21 december 1867) in functie, een liberale meerderheid. Toen op het einde van de legislatuur in 1864 de liberale meerderheid in gevaar kwam, werd het parlement vervroegd ontbonden, waarop verkiezingen werden uitgeschreven voor 11 augustus 1864.

## Verkiezingen
Deze legislatuur volgde uit de verkiezingen van 11 juni 1861. Bij deze verkiezingen werden 58 van de 116 parlementsleden verkozen. Dit was het geval in de kieskringen Gent, Eeklo, Sint-Niklaas, Aalst, Dendermonde, Oudenaarde, Aat, Thuin, Zinnik, Doornik, Charleroi, Bergen, Luik, Verviers, Borgworm, Hoei, Maaseik, Hasselt en Tongeren.
Op 9 juni 1863 vonden tussentijdse verkiezingen plaats, waarbij de overige 58 parlementsleden verkozen werden. Dit was het geval in de kieskringen Antwerpen, Turnhout, Mechelen, Leuven, Nijvel, Brussel, Brugge, Kortrijk, Oostende, Roeselare, Ieper, Tielt, Veurne, Diksmuide, Namen, Philippeville, Dinant, Aarlen, Neufchâteau, Virton, Marche en Bastenaken.
Het nationale kiesstelsel was in die periode gebaseerd op cijnskiesrecht, volgens een systeem van een meerderheidsstelsel, gecombineerd met een districtenstelsel. Iedere Belg die ouder dan 25 jaar was en een bepaalde hoeveelheid cijns betaalde, kreeg stemrecht. Hierdoor was er een beperkt kiezerskorps. 

## Zittingen
In de 10e zittingsperiode (1861-1864) vonden drie zittingen plaats. Van rechtswege kwamen de Kamers ieder jaar bijeen op de tweede dinsdag van november.
| Zitting                | Opening          | Sluiting         |
| ---------------------- | ---------------- | ---------------- |
| 1ste zitting 1861-1862 | 12 november 1861 | 21 augustus 1862 |
| 2de zitting 1862-1863  | 11 november 1862 | 23 mei 1863      |
| 3de zitting 1863-1864  | 10 november 1863 | 13 juli 1864     |

### Einde
Vanaf januari 1864 hadden de liberalen 59 leden en de katholieken 57. De laatste rechtsgeldige zitting vond plaats op 1 juli 1864. Nadien boycotten de katholieke leden de zittingen waardoor het quorum niet gehaald werd en de Kamer niet rechtsgeldig kon beraadslagen. Als gevolg van de dood van de liberaal Charles Cumont op zondag 10 juli 1864, hadden de liberalen nog 58 leden en werd verwacht dat de vacante zetel naar de katholieken zou gaan, waardoor beide partijen evenveel zetels in de Kamer zouden hebben. Op dinsdag 12 juli werd een laatste poging gedaan maar kwamen opnieuw enkel liberale leden opdagen. Op 16 juli werd de Kamer ontbonden en er werden vervroegde verkiezingen uitgeschreven voor 11 augustus.

## Samenstelling
| Begin legislatuur (1861) | Begin legislatuur (1861) | Begin legislatuur (1861) | Einde legislatuur (1864) | Einde legislatuur (1864) | Einde legislatuur (1864) |
| Fractie                  | Fractie                  | Zetels                   | Fractie                  | Fractie                  | Zetels                   |
| ------------------------ | ------------------------ | ------------------------ | ------------------------ | ------------------------ | ------------------------ |
|                          | Liberalen                | 67                       |                          | Liberalen                | 59                       |
|                          | Katholieken              | 49                       |                          | Katholieken              | 57                       |

Wijzigingen in fractiesamenstelling:
- Bij de tussentijdse verkiezingen van 1863 verliezen de liberalen zeven zetels ten voordele van de katholieken. Door het ontslag van de katholiek Hippolyte Van de Woestyne kort voor de verkiezingen om zich kandidaat te stellen voor een Senaatszetel en de verkiezing van de liberaal Charles de Kerchove de Denterghem als zijn opvolger, kon de liberale partij het verlies alsnog beperken tot zes zetels.
- De verkiezing van de liberalen Adolphe de Vrière en Louis De Ridder in de kieskring Brugge bij de tussentijdse verkiezingen van 1863 wordt ongeldig verklaard. Begin 1864 worden in hun plaats de katholieken Amedée Visart de Bocarmé en Emile De Clercq verkozen.

## Lijst van de volksvertegenwoordigers
| Volksvertegenwoordiger                | Partij    | Kieskring     | Opmerkingen |
| ------------------------------------- | --------- | ------------- | --- |
| Adolphe du Bois d'Aische              | Katholiek | Antwerpen     | Vervangt vanaf 11 november 1863 Charles Rogier (Liberaal), die bij de tussentijdse verkiezingen niet herkozen raakte.                                                                                                  |
| Victor Jacobs                         | Katholiek | Antwerpen     | Vervangt vanaf 11 november 1863 Jean Loos (Liberaal), die bij de tussentijdse verkiezingen niet herkozen raakte. |
| Edouard Haÿez                         | Katholiek | Antwerpen     | Vervangt vanaf 11 november 1863 Hippolyte de Boe (Liberaal), die bij de tussentijdse verkiezingen niet herkozen raakte. De Boe was secretaris tot 27 mei 1863.                                                         |
| Jan De Laet                           | Katholiek | Antwerpen     | Vervangt vanaf 11 november 1863 Désiré Vervoort (Liberaal), die bij de tussentijdse verkiezingen niet herkozen raakte. Vervoort was parlementsvoorzitter tot 27 mei 1863.                                              |
| Charles-François d'Hane de Steenhuyse | Katholiek | Antwerpen     | Vervangt vanaf 11 november 1863 Emile De Gottal (Liberaal), die bij de tussentijdse verkiezingen niet herkozen raakte.                                                                                                 |
| Ludovic-Marie d'Ursel                 | Katholiek | Mechelen      | |
| Jean Notelteirs                       | Katholiek | Mechelen      | |
| Félix van den Branden de Reeth        | Katholiek | Mechelen      | |
| Alphonse Nothomb                      | Katholiek | Turnhout      | |
| Jean-Baptiste Coomans                 | Katholiek | Turnhout      | |
| Charles de Merode-Westerloo           | Katholiek | Turnhout      | |
| Pierre Van Humbeeck                   | Liberaal  | Brussel       | Secretaris vanaf 15 december 1863. |
| Jules Guillery                        | Liberaal  | Brussel       | |
| Auguste Orts                          | Liberaal  | Brussel       | |
| Louis Hymans                          | Liberaal  | Brussel       | |
| Victor Pirson                         | Liberaal  | Brussel       | |
| Louis Goblet d'Alviella               | Liberaal  | Brussel       | |
| Charles De Rongé                      | Liberaal  | Brussel       | |
| Alexandre Jamar                       | Liberaal  | Brussel       | |
| Joseph Van Volxem                     | Liberaal  | Brussel       | |
| Louis Defré                           | Liberaal  | Brussel       | |
| Eugène Prévinaire                     | Liberaal  | Brussel       | |
| Charles Delcour                       | Katholiek | Leuven        | Vervangt vanaf 11 november 1863 Jean-Marie de Man d'Attenrode, die lid wordt van de Belgische Senaat. |
| François Schollaert                   | Katholiek | Leuven        | Vervangt vanaf 14 april 1863 de overleden Guillaume Van Bockel. Van Bockel zelf verving vanaf 13 november 1861 de overleden François Van Dormael.                                                                      |
| Louis Landeloos                       | Katholiek | Leuven        | |
| Joseph-Adrien Beeckman                | Katholiek | Leuven        | |
| Charles Snoy                          | Katholiek | Nijvel        | |
| Adolphe Le Hardy de Beaulieu          | Liberaal  | Nijvel        | Vervangt vanaf 11 november 1863 de overleden Louis de Chentinnes. |
| Guillaume Nélis                       | Liberaal  | Nijvel        | |
| François Mascart                      | Liberaal  | Nijvel        | Vervangt vanaf 11 november 1863 Edouard Mercier (Katholiek), die bij de tussentijdse verkiezingen niet herkozen raakte.                                                                                                |
| Gustave Soenens                       | Katholiek | Brugge        | Vervangt vanaf 11 november 1863 Paul Devaux (Liberaal), die bij de tussentijdse verkiezingen niet herkozen raakte. |
| Amedée Visart de Bocarmé              | Katholiek | Brugge        | Vervangt vanaf 19 januari 1864 Louis De Ridder (Liberaal), wiens herverkiezing bij de tussentijdse verkiezingen ongeldig werd verklaard.                                                                               |
| Emile De Clercq                       | Katholiek | Brugge        | Vervangt vanaf 19 januari 1864 Adolphe de Vrière (Liberaal), wiens herverkiezing bij de tussentijdse verkiezingen ongeldig werd verklaard.                                                                             |
| Désiré de Haerne                      | Katholiek | Kortrijk      | |
| Pierre Tack                           | Katholiek | Kortrijk      | |
| Henri Dumortier                       | Katholiek | Kortrijk      | |
| Jean-Ignace Van Iseghem               | Liberaal  | Oostende      | |
| Charles de Coninck de Merckem         | Katholiek | Diksmuide     | Vervangt vanaf 11 november 1863 Pierre De Breyne (Liberaal), die bij de tussentijdse verkiezingen niet herkozen raakte.                                                                                                |
| Jules Desmedt                         | Katholiek | Veurne        | |
| Gustave de Mûelenaere                 | Katholiek | Tielt         | Vervangt vanaf 11 november 1862 de overleden Felix de Mûelenaere. |
| Philippe Le Bailly de Tilleghem       | Katholiek | Tielt         | |
| Barthélémy Dumortier                  | Katholiek | Roeselare     | |
| Alexander Rodenbach                   | Katholiek | Roeselare     | |
| Charles-Louis Van Renynghe            | Katholiek | Ieper         | |
| Léon de Florisone                     | Liberaal  | Ieper         | Secretaris. |
| Alphonse Vandenpeereboom              | Liberaal  | Ieper         | |
| Jean De Naeyer                        | Katholiek | Aalst         | |
| Mathieu de Ruddere de te Lokeren      | Katholiek | Aalst         | |
| Charles Cumont                        | Liberaal  | Aalst         | Overleden op 10 juli 1864. |
| Léon Victor Jean Thienpont            | Katholiek | Oudenaarde    | Secretaris. |
| Théodore Van der Donckt               | Katholiek | Oudenaarde    | |
| Yves Magherman                        | Katholiek | Oudenaarde    | |
| Ernest Vandenpeereboom                | Liberaal  | Gent          | Ondervoorzitter tot 15 december 1863 en parlementsvoorzitter vanaf 15 december 1863. |
| Jules Vander Stichelen                | Liberaal  | Gent          | |
| Edouard Jaequemyns                    | Liberaal  | Gent          | |
| Philippe Kervyn de Volkaersbeke       | Katholiek | Gent          | |
| Eugène Coppens                        | Katholiek | Gent          | |
| Charles de Kerchove de Denterghem     | Liberaal  | Gent          | Vervangt vanaf 17 november 1863 Hippolyte Van de Woestyne (Katholiek), die ontslag nam om zich kandidaat te stellen als senator bij de verkiezingen in juni 1863.                                                      |
| Pierre de Baets                       | Katholiek | Gent          | |
| Joseph Kervyn de Lettenhove           | Katholiek | Eeklo         | |
| Theodoor Janssens                     | Katholiek | Sint-Niklaas  | |
| Stanislas Verwilghen                  | Katholiek | Sint-Niklaas  | |
| Isidore Van Overloop                  | Katholiek | Sint-Niklaas  | |
| Pierre de Decker                      | Katholiek | Dendermonde   | |
| Charles Vermeire                      | Katholiek | Dendermonde   | |
| François van den Broucke de Terbecq   | Katholiek | Dendermonde   | |
| Adolphe Dechamps                      | Katholiek | Charleroi     | |
| Eudore Pirmez                         | Liberaal  | Charleroi     | |
| Charles-Louis Lebeau                  | Liberaal  | Charleroi     | |
| Gustave Sabatier                      | Liberaal  | Charleroi     | |
| Hippolyte Lange                       | Liberaal  | Bergen        | |
| Henri de Brouckère                    | Liberaal  | Bergen        | |
| Hubert Dolez                          | Liberaal  | Bergen        | |
| Emile Laubry                          | Liberaal  | Bergen        | |
| Charles Carlier                       | Liberaal  | Bergen        | |
| Joseph Jouret                         | Liberaal  | Zinnik        | |
| Henri Ansiau                          | Liberaal  | Zinnik        | |
| Louis Faignart                        | Katholiek | Zinnik        | |
| Jules Bara                            | Liberaal  | Doornik       | Vervangt vanaf 11 november 1862 de overleden Louis Bacquin. |
| Charles Rogier                        | Liberaal  | Doornik       | Vervangt vanaf 11 november 1863 de overleden Louis Dupret. Dupret zelf verving vanaf 6 mei 1862 de overleden Victor Savart. Eerder was Rogier tot 10 november 1863 volksvertegenwoordiger voor de kieskring Antwerpen. |
| Louis Crombez                         | Liberaal  | Doornik       | Ondervoorzitter vanaf 15 december 1863. |
| Henri Julien Allard                   | Liberaal  | Doornik       | Quaestor. |
| Martin Jouret                         | Liberaal  | Aat           | |
| Léopold Frison                        | Liberaal  | Aat           | |
| Gustave van Leempoel de Nieuwmunster  | Liberaal  | Thuin         | |
| Alexandre de Paul de Barchifontaine   | Liberaal  | Thuin         | |
| Ferdinand de Macar                    | Liberaal  | Hoei          | Vervangt vanaf 5 mei 1863 de overleden Théophile Carlier. Carlier zelf verving vanaf 11 november 1862 de overleden François Dautrebande.                                                                               |
| Joseph Lebeau                         | Liberaal  | Hoei          | |
| Emile De Lexhy                        | Liberaal  | Borgworm      | |
| Walthère Frère-Orban                  | Liberaal  | Luik          | |
| Dieudonné Mouton                      | Liberaal  | Luik          | |
| Charles Lesoinne                      | Liberaal  | Luik          | |
| Emile de Bronckart                    | Liberaal  | Luik          | |
| Clément Müller                        | Liberaal  | Luik          | |
| Charles Grandgagnage                  | Liberaal  | Luik          | |
| Frédéric Braconier                    | Liberaal  | Luik          | |
| Pierre Grosfils-Gérard                | Liberaal  | Verviers      | |
| Gérard Moreau                         | Liberaal  | Verviers      | Ondervoorzitter. |
| Victor David                          | Liberaal  | Verviers      | |
| Barthélémy de Theux de Meylandt       | Katholiek | Hasselt       | |
| Joseph Thonissen                      | Katholiek | Hasselt       | Vervangt vanaf 11 november 1863 de overleden Charles de Pitteurs-Hiegaerts. |
| Charles Vilain XIIII                  | Katholiek | Maaseik       | |
| Maximilien de Renesse                 | Liberaal  | Tongeren      | |
| Louis Julliot                         | Katholiek | Tongeren      | |
| Emile Van Hoorde                      | Katholiek | Bastenaken    | Vervangt vanaf 18 november 1863 Constant d'Hoffschmidt (Liberaal), die bij de tussentijdse verkiezingen niet herkozen raakte.                                                                                          |
| Victor Tesch                          | Liberaal  | Aarlen        | |
| Léon Orban                            | Liberaal  | Marche        | |
| Edouard De Moor                       | Liberaal  | Neufchâteau   | Secretaris. |
| Philippe Bouvier                      | Liberaal  | Virton        | Vervangt vanaf 12 november 1863 de overleden Jean-Baptiste Pierre. |
| Georges de Baillet Latour             | Liberaal  | Philippeville | Quaestor. |
| Xavier Victor Thibaut                 | Katholiek | Dinant        | |
| Hadelin de Liedekerke Beaufort        | Katholiek | Dinant        | |
| Charles de Montpellier                | Katholiek | Namen         | |
| François Moncheur                     | Katholiek | Namen         | |
| Auguste Royer de Behr                 | Katholiek | Namen         | |
| Armand Wasseige                       | Katholiek | Namen         | |

## Commissies
In 1863 werd een parlementaire onderzoekscommissie opgericht naar aanleiding van de resultaten van de wetgevende verkiezingen in het arrondissement Bastenaken.